# Marojejy longimerus
Marojejy longimerus is een krabbensoort uit de familie van de Potamonautidae. De wetenschappelijke naam van de soort is voor het eerst geldig gepubliceerd in 2002 door Cumberlidge, Boyko & Harvey.